# Хасел (Везер)
Хасел (њем. Hassel) општина је у њемачкој савезној држави Доња Саксонија. Једно је од 36 општинских средишта округа Нинбург (Везер). Према процјени из 2010. у општини је живјело 1.870 становника. Посједује регионалну шифру (AGS) 3256010.

## Географски и демографски подаци
Хасел се налази у савезној држави Доња Саксонија у округу Нинбург (Везер). Општина се налази на надморској висини од 20 метара. Површина општине износи 17,6 km². У самом мјесту је, према процјени из 2010. године, живјело 1.870 становника. Просјечна густина становништва износи 106 становника/km².